# あばよ (氷川きよしの曲)
『あばよ』は、日本の歌手氷川きよしの11枚目のシングルである。2007年5月9日発売。発売元はコロムビアミュージックエンタテインメント（現・日本コロムビア）。「きよしのソーラン節」と同時発売。
「あばよ」とは、別れの挨拶の一種である。

## 収録曲
1. あばよ(5:34)
作詞：松井由利夫、作曲：杜奏太朗、編曲：伊戸のりお
2. 朝顔日記(4:03)
作詞：仁井谷俊也、作曲：大谷明裕、編曲：竜崎孝路
3. あばよ（オリジナル・カラオケ）(5:34)
4. 朝顔日記（オリジナル・カラオケ）(4:03)
5. あばよ（半音下げオリジナル・カラオケ）(5:34)
6. あばよ（半音下げオリジナル・カラオケ　ガイドメロ入り）(5:34)

## 収録アルバム
あばよ
- オリジナル『演歌名曲コレクション7～あばよ・きよしのソーラン節～』（2007年9月19日）
- 『「あばよ」&「きよしのソーラン節」ハッピー・パッケージ』（2007年11月14日）

朝顔日記
- オリジナル『演歌名曲コレクション7～あばよ・きよしのソーラン節～』（2007年9月19日）
- 『「あばよ」&「きよしのソーラン節」ハッピー・パッケージ』（2007年11月14日）